# Elisabeth Behrend (Schriftstellerin)
Elisabeth Behrend (* 18. Januar 1887 in Leipzig; † nach 1943) war eine deutsche Schriftstellerin, Kinder-, Schul- und Sachbuch-Autorin, Dichterin und Zeichnerin sowie Illustratorin insbesondere zum Thema Säuglingspflege.

## Leben

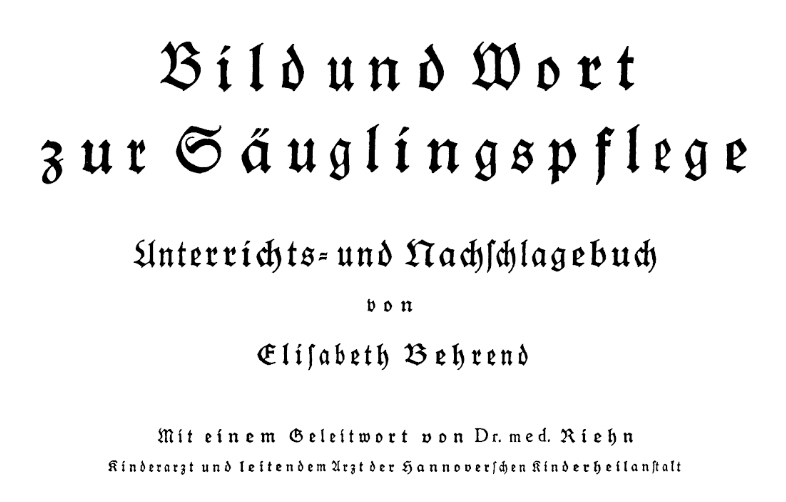
Innentitel (Ausschnitt) des Unterrichts- und Nachschlagebuches „Bild und Wort zur Säuglingspflege“ mit einem Geleitwort des Kinderarztes und leitenden Arztes der Hannoverschen Kinderheilanstalt Wilhelm Riehn

Sie war die Tochter des Geheimen Regierungsrates und Chemieprofessors Robert Behrend und dessen Ehefrau Elisabeth. Ihr Großvater war der Leipziger Bibelforscher Constantin von Tischendorf.
Elisabeth Behrend, von der sowohl Todesdatum und -ort bisher unbekannt blieben, lebte und wirkte hauptsächlich in Hannover. Dort hielt sie unter anderem Vorträge und gab Kurse in Säuglingspflege. Zu ihren Schriften zählen aber auch verschiedene Kinderbücher.
Bereits zur Zeit des Deutschen Kaiserreichs und mitten im Ersten Weltkrieg erschien im Teubner Verlag in Berlin und Leipzig 1916 die von Elisabeth Behrend verfasste, mit ihren Versen und eigenen Illustrationen versehene, anfangs 28 Seiten umfassende Schrift Säuglingspflege in Reim und Bild, für die Wilhelm Riehn, „der erste Kinderfacharzt überhaupt in Hannover“ und leitender Arzt der Hannoverschen Kinderheilanstalt, das Geleitwort schrieb. Allein bis 1929 wurde dieses Werk Behrends 24 Mal aufgelegt.
Doch schon zu Beginn der Weimarer Republik waren im Jahr 1920 nach Elisabeth Behrends Vorlagen durch den Maler Otto Engelhardt-Kyffhäuser künstlerisch ausgeführte Wandtafeln für Schulungen erschienen: Die zwölf jeweils 75 × 83 cm großen „Unterrichtstafeln für Säuglingspflege“ mit einem Geleitwort von Georg Hunaeus erschienen in Artern im Verlag Bergwart und wiederum bei Teubner.
Unterdessen war 1928, ebenfalls bei Teubner, Behrends Schrift Bild und Wort zur Säuglingspflege erschienen, laut dem Untertitel ein „Unterrichts- und Nachschlagebuch,“ in dem wiederum ein Geleitwort des hannoverschen Kinderfacharztes Wilhelm Riehn vorangestellt war. Wie auch ihr älterer Titel wurde das Werk in der Zeitschrift Arbeiterwohlfahrt 1928 rezensiert. Eine mit 32 Seiten für den Gebrauch an Schulen gekürzte Auflage erschien in zweiter Auflage im Jahr 1936. Das insgesamt ausführlichere und gründlichere Nachschlagwerk erschien in der Nachkriegszeit 1949 als 8., völlig neu bearbeitete Auflage bei Schmorl & von Seefeld in Hannover.
Nachdem einzelne Bücher Behrends bereits 1933 mehr als eine halbe Million Mal gedruckt worden waren, war auch Elisabeth Behrends mehrbändiges Werk Ratbüchlein in Reim und Bild Thema einer Buchbesprechung. Auch diese beiden Bände mit den Untertiteln Lebensanfang und Säuglingspflege erschienen in mehreren Auflagen.
Mitten im Zweiten Weltkrieg erschien Behrends Schrift Fließe, Quell des Lebens! Ein Wort an alle Mütter und alle, die Mütter betreuen. Die lediglich vier Seiten umfassende, aber wieder mit Illustrationen versehene Broschüre war in Hannover im damaligen Hause Adolf-Hitler-Platz 13 bei „L. Bertram“ zu haben, laut dem Adressbuch der Stadt Hannover von 1943 Sitz der Firma von Ludwig Bertram, die auch als „Gummi-Bertram“ bezeichnete Sanitätsbedarfs-Handlung, die mit ihren Produkten unter anderem auf Artikel für Wöchnerinnen und Säuglingspflege spezialisiert war.

## Kinderbücher
Behrend publizierte verschiedene Kinderbücher
- Sonnenschein. Ein Jahr aus dem täglichen und kirchlichen Leben eines kleinen Mädchens. Katholischen Kindern erzählt, 1923
- Diasporakinder. Erzählung für die katholische Jugend., 1926
- Die Gottesfensterlein. Die Geschichte einer Kinderfreundschaft, 1927
- Schutzengel, 1926
  - Bd. 1: Was Gretel im Wald erlebte
  - Bd. 2.: Das kluge Schwesterlein
- Tante Hedwig und ihre kleine Hilfstruppe. Eine Geschichte von stillen Liebeswerklein in der Großstadt, 1934
- Das goldene Land. Aus Heimat und Kinderzeit, 1942